# 鳴門金時

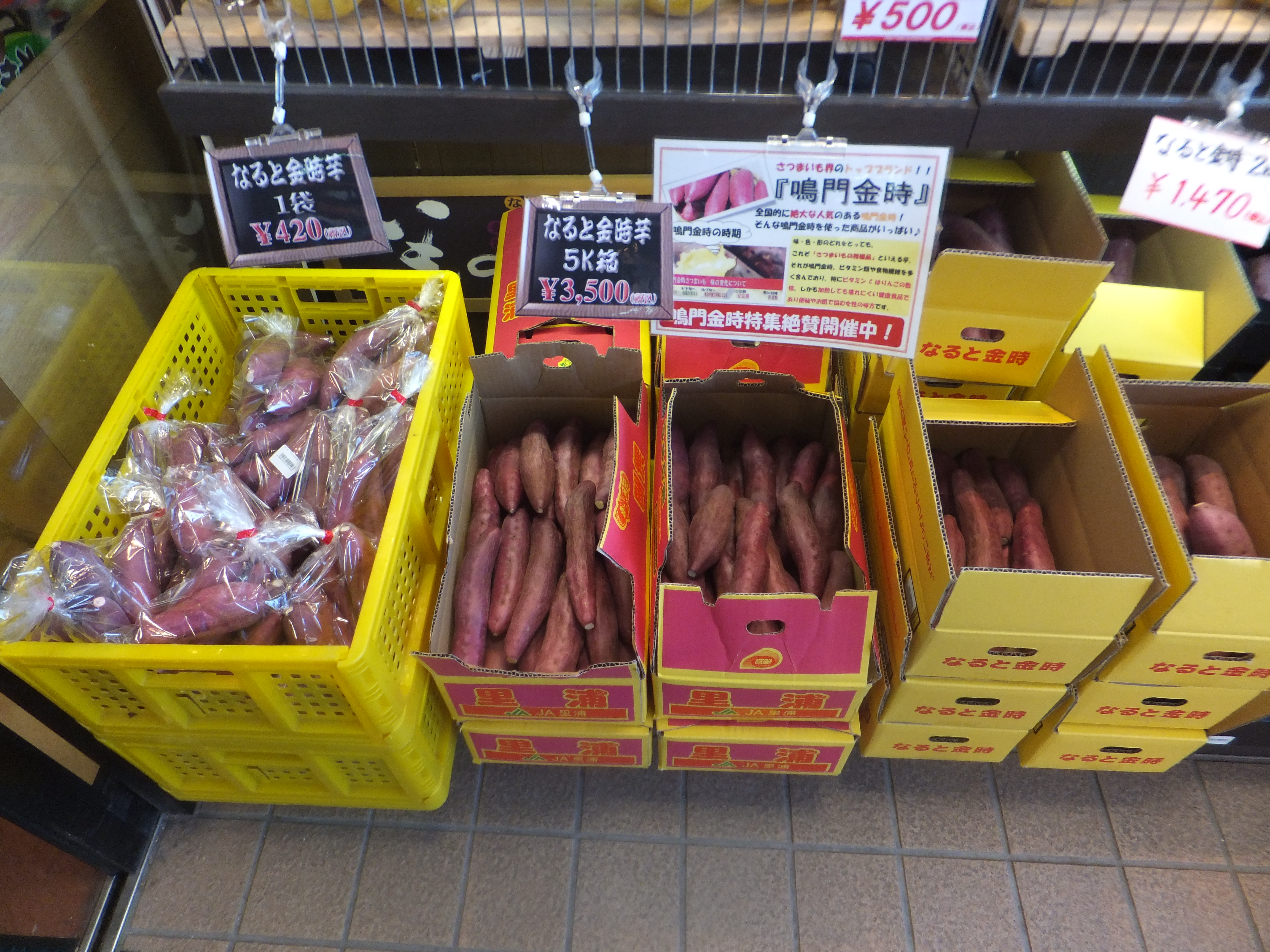
店頭で並べられている鳴門金時
道の駅うずしおで撮影

鳴門金時（なるときんとき, Narutokintoki）は、鳴門海峡、旧吉野川、吉野川などの砂地で作られるさつまいもの総称で徳島県のブランド名。四国・徳島県の鳴門市で主に栽培されている。食用の他に、芋焼酎、焼き芋焼酎の原料としても用いられ、生産される鳴門金時のほとんどが関西圏で消費されている。

## 品種
高系14号を系統選抜した品種「金時」。昭和50年代に徳島県に導入された「土佐紅」「坂出金時」から選抜育成された。

## 商標と特産品
「なると金時」の表記は全国農業協同組合連合会の登録商標で平成19年4月に地域団体商標が認可され、徳島県内の指定地域で生産されたもののみ「なると金時」を名乗ることができる。「鳴門金時」とすべて漢字表記で使用することも商標法に抵触するため不可能である。
徳島県北東部の砂地地域が主な栽培地域。鳴門市大津町、里浦町、徳島市川内町・板野郡松茂町、北島町が栽培指定地域となっている。
JA里浦が販売する鳴門金時には「里むすめ」、松茂町から出荷される鳴門金時には「松茂美人」というブランド名がつけられている。

## 鳴門金時にまつわる話
TBSの世界ウルルン滞在記の企画で、日本の農家からパプアニューギニアの先住民に鳴門金時が持ち込まれた。今では現地での鳴門金時の生産が定着しており、現地人は鳴門金時を「キントキ」と呼んで人気の野菜となっている。